# Potentilla hololeuca
Potentilla hololeuca là loài thực vật có hoa trong họ Hoa hồng. Loài này được Boiss. ex Lehm. miêu tả khoa học đầu tiên năm 1849.